# Лонгано
Лонгано (итал. Longano) — коммуна в Италии, располагается в регионе Молизе, в провинции Изерния.
Население составляет 723 человека (2008 г.), плотность населения составляет 27 чел./км². Занимает площадь 27 км². Почтовый индекс — 86090. Телефонный код — 0865.

## Демография
Динамика населения:

## Администрация коммуны
- Официальный сайт: http://www.comune.longano.is.it/